# فهرست فرودگاه‌های سنت وینسنت و گرنادین‌ها
این مقاله شامل فهرست فرودگاه‌های سنت وینسنت و گرنادین‌ها است که بر پایهٔ مکان قرارگیری آن‌ها مرتب شده‌است.

## فهرست
| مکان                                     | ایکائو | یاتا | نام فرودگاه           |
| Arnos Vale (near کینگزتاون), St. Vincent | TVSV   | SVD  | فرودگاه ای. تی. جاشوا |
| Bequia، گرنادین‌ها                        | TVSB   | BQU  | فرودگاه جی‌اف میچل     |
| Canouan, Grenadines                      | TVSC   | CIW  | فرودگاه کنوان         |
| Mustique, Grenadines                     | TVSM   | MQS  | فرودگاه موستیک        |
| Union Island, Grenadines                 | TVSU   | UNI  | فرودگاه جزیره یونیون  |
| Palm Island, Grenadines                  | ?      | PLI  | Palm Island Airport   |

Argyle(Just about 5.17 mile from Kingstown and 4.31 mile from E.T. Joshua Airport) Argyle International Airport under construction will replace the E.T. Joshua Airport sometime in 2013.